# Ingo Gerhartz
Ingo Gerhartz (Cochem, 9 dicembre 1965) è un generale e aviatore tedesco, Inspekteur der Luftwaffe dal 29 maggio 2018.

## Biografia

### Carriera militare
Gerhartz si unì all'aeronautica militare tedesca il 1° luglio 1985 come coscritto. Dal 1986 al 1987 frequentò l'accademia ufficiali presso la base aerea di Fürstenfeldbruck.
Venne successivamente selezionato per l'addestramento al volo, frequentando il corso d'addestramento congiunto Euro-NATO per piloti di jet presso la Sheppard Air Force Base, in Texas, dal 1988 al 1989, dove volò sugli aerei da addestramento Cessna T-37 Tweet e Northrop T-38 Talon. Dal 1989 al 1990, frequentò poi l'addestramento per i sistemi d'arma per l'F-4 Phantom II presso la George Air Force Base, in California.
Dal 2000 al 2003, Gerhartz comandò il Fliegenden Gruppe (in italiano: gruppo di volo) del Jagdgeschwader 73, operando sul MiG-29 Fulcrum presso la base aerea di Laage.

## Vita privata
Ingo Gerhartz è nato a Cochem, città della Renania-Palatinato, il 9 dicembre 1965.
È sposato con una insegnante dalla quale ha avuto due figli.